# Crims al Bàltic: Al final d'un viatge
Crims al Bàltic: Al final d'un viatge (títol original en alemany, Der Usedom-Krimi: Am Ende einer Reise) és una telefilm alemany de 2022 de la saga de pel·lícules de ficció criminal Crims al Bàltic. Va ser produït per Polyphon Film- und Fernsehgesellschaft mbH per a Das Erste en nom d'ARD Degeto i NDR. Es tracta de la dinovena entrega de la sèrie de telefilms i es va emetre per televisió el 27 d'octubre de 2022. S'ha doblat al català per a TV3, que el va estrenar el 16 de març de 2025.
La pel·lícula es va rodar del 5 de novembre al 6 de desembre de 2021 a l'illa d'Usedom, al mar Bàltic, i també a Brandenburg i a Berlín, així com al ferri entre Ystad i Świnoujście.
La primera emissió a Alemanya va ser seguida per un total de 7,15 milions d'espectadors, el que va correspondre a una quota d'audiència del 27,2 %.